# Guaieno
Guaienes son una serie de compuestos químicos naturales estrechamente relacionados que han sido aisladas de una variedad de fuentes vegetales. Los guaienos son sesquiterpenos con la fórmula molecular C
15H
24. α-Guaiene es el más común y fue aislado de aceite de madera de guayaco de Bulnesia sarmientoi. Los guaienos se utilizan en las industrias de perfumes y aromatizantes para impartir, aromas y sabores picantes terrosos.
α: 78-79 °C (@ 2.5 Torr)
β: 281 °C